# Howey Bay
Howey Bay är en vik i Kanada.   Den ligger i provinsen Ontario, i den sydöstra delen av landet, 1 500 km väster om huvudstaden Ottawa.
I omgivningarna runt Howey Bay växer i huvudsak blandskog. Runt Howey Bay är det glesbefolkat, med 12 invånare per kvadratkilometer.